# Elachertus
Elachertus är ett släkte av steklar som beskrevs av Maximilian Spinola 1811. Elachertus ingår i familjen finglanssteklar.

## Dottertaxa tillElachertus, i alfabetisk ordning[1][2]
- Elachertus acaciae
- Elachertus advena
- Elachertus affinis
- Elachertus agonoxenae
- Elachertus anthophilae
- Elachertus artaeus
- Elachertus atamiensis
- Elachertus ater
- Elachertus atus
- Elachertus auripes
- Elachertus australis
- Elachertus basilaris
- Elachertus bisurmanus
- Elachertus breviclavus
- Elachertus brevicornis
- Elachertus cacoeciae
- Elachertus cardiospermi
- Elachertus catta
- Elachertus ceramidiae
- Elachertus charondas
- Elachertus cicatricosus
- Elachertus cidariae
- Elachertus coerulescens
- Elachertus decemdentatus
- Elachertus delirus
- Elachertus deplanatus
- Elachertus divergens
- Elachertus edisoni
- Elachertus erse
- Elachertus eublemmae
- Elachertus europs
- Elachertus fenestratus
- Elachertus flavifuniculus
- Elachertus flavimaculatus
- Elachertus fraterculus
- Elachertus gallicus
- Elachertus giffardi
- Elachertus gyes
- Elachertus harrisinae
- Elachertus idomene
- Elachertus inunctus
- Elachertus inventrix
- Elachertus isadas
- Elachertus kopetdagensis
- Elachertus lapponicus
- Elachertus lasiodermae
- Elachertus lateralis
- Elachertus leroyi
- Elachertus levigatus
- Elachertus loh
- Elachertus longipetiolus
- Elachertus longiramulus
- Elachertus louisiana
- Elachertus marginalis
- Elachertus marmoraticeps
- Elachertus metallicus
- Elachertus multidentatus
- Elachertus nigricoxatus
- Elachertus nigrithorax
- Elachertus nigromaculatus
- Elachertus niveicornis
- Elachertus obliquus
- Elachertus oligiramus
- Elachertus parallelus
- Elachertus paucifasciatus
- Elachertus petiolifuniculus
- Elachertus pilifer
- Elachertus pilosiscuta
- Elachertus platynotae
- Elachertus ponapensis
- Elachertus ramosus
- Elachertus reticulatus
- Elachertus scutellaris
- Elachertus scutellatus
- Elachertus silvensis
- Elachertus similis
- Elachertus simithorax
- Elachertus sobrinus
- Elachertus sobrius
- Elachertus spilosomatis
- Elachertus suada
- Elachertus sulcatus
- Elachertus suttneri
- Elachertus sylvarum
- Elachertus thoreauini
- Elachertus tumidiscapus
- Elachertus walkeri
- Elachertus varicapitulum